# Geschiedenis van de spelcomputer (zesde generatie)
De zesde generatie spelcomputers of ook het 128 bitstijdperk verwijst naar de spelcomputers die rond het jaar 2000 zijn uitgekomen. De consoles van de zesde generatie zijn Sega Dreamcast, Nintendo GameCube, Sony PlayStation 2 en Microsoft Xbox.

## Consoles
PlayStation 2 domineerde de markt en leverde meer dan 150 miljoen systemen aan handelaars. Xbox van Microsoft was tweede met 22 miljoen exemplaren en van Nintendo's GameCube werden 20,61 miljoen exemplaren verkocht. Sega zou van zijn Dreamcast 10 miljoen exemplaren hebben verkocht hoewel het een veel kortere economische levensduur had dan de andere.

## Spelcomputers uit het zesdegeneratietijdperk

### Spelcomputers voor thuisgebruik

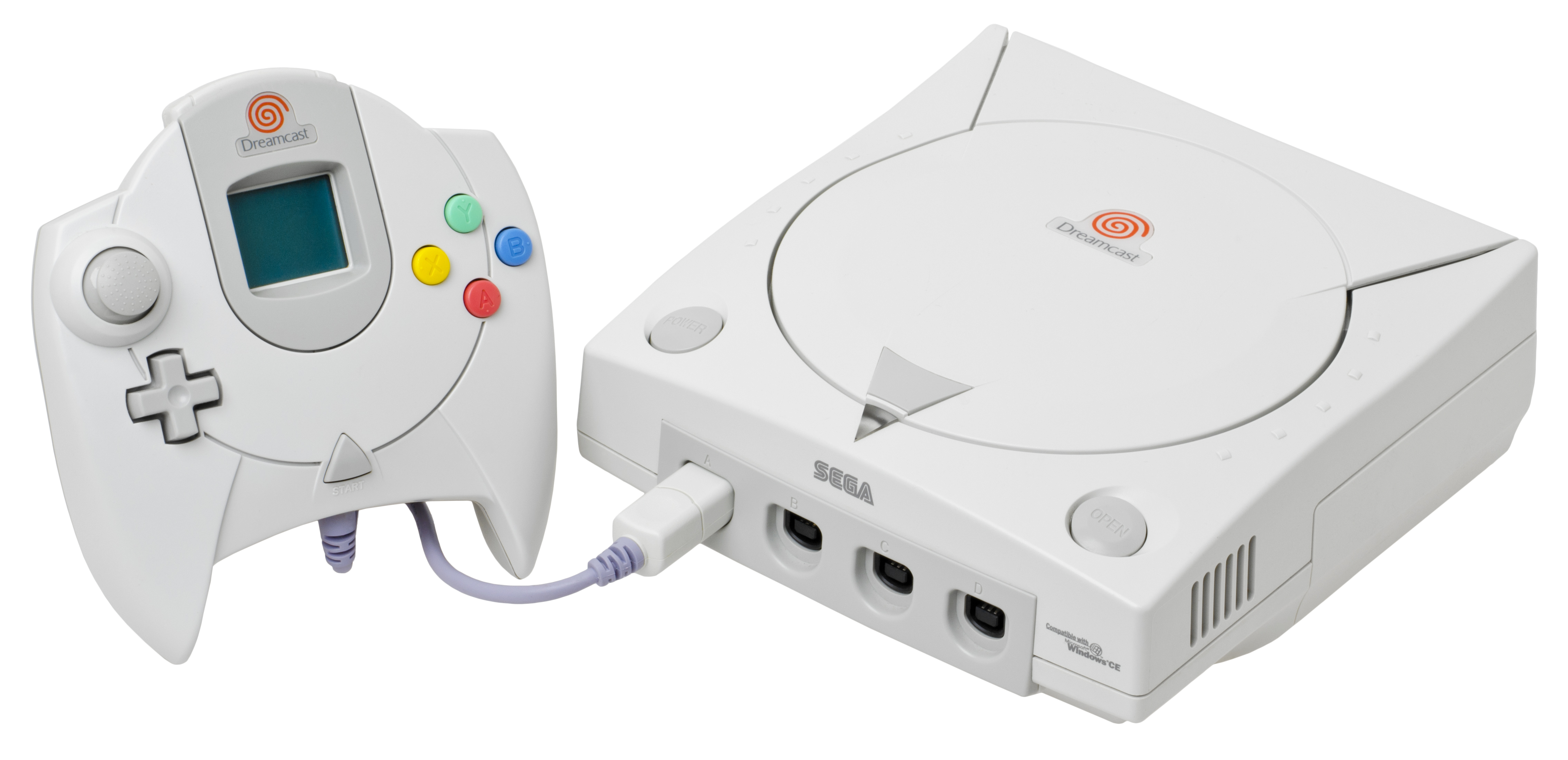
Sega Dreamcast 1998-2001
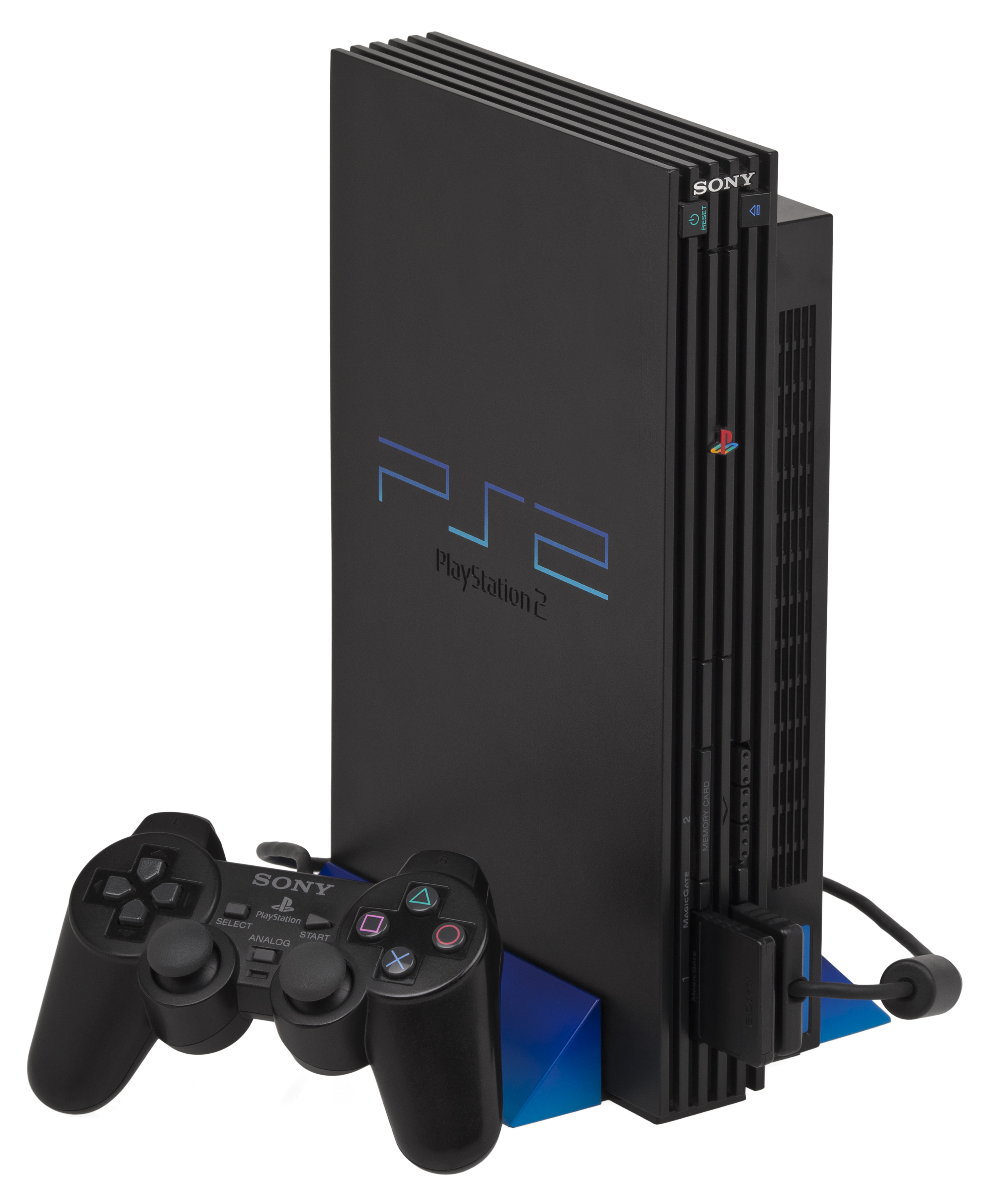
PlayStation 2 2000-2013
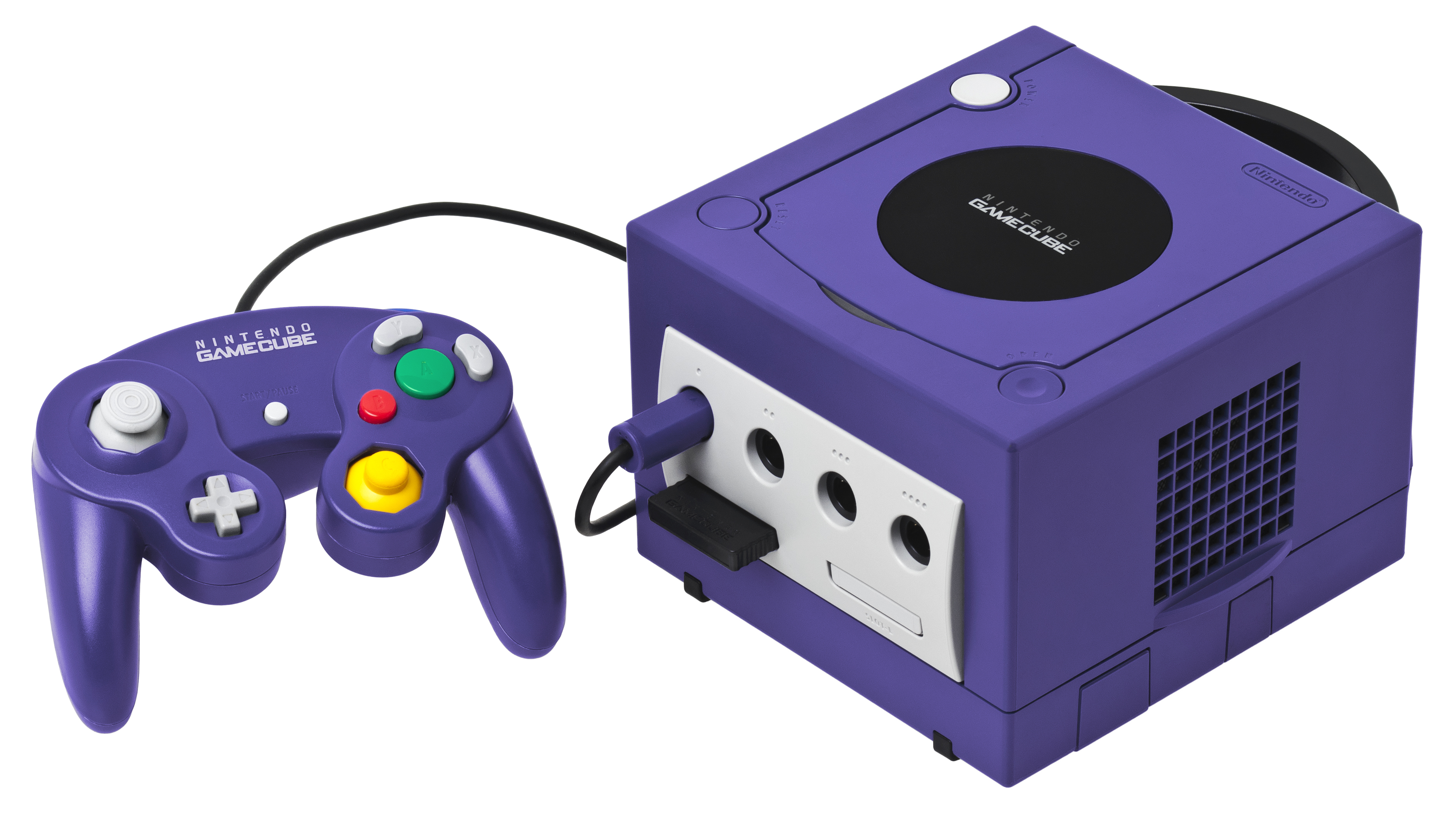
Nintendo GameCube 2001-2007
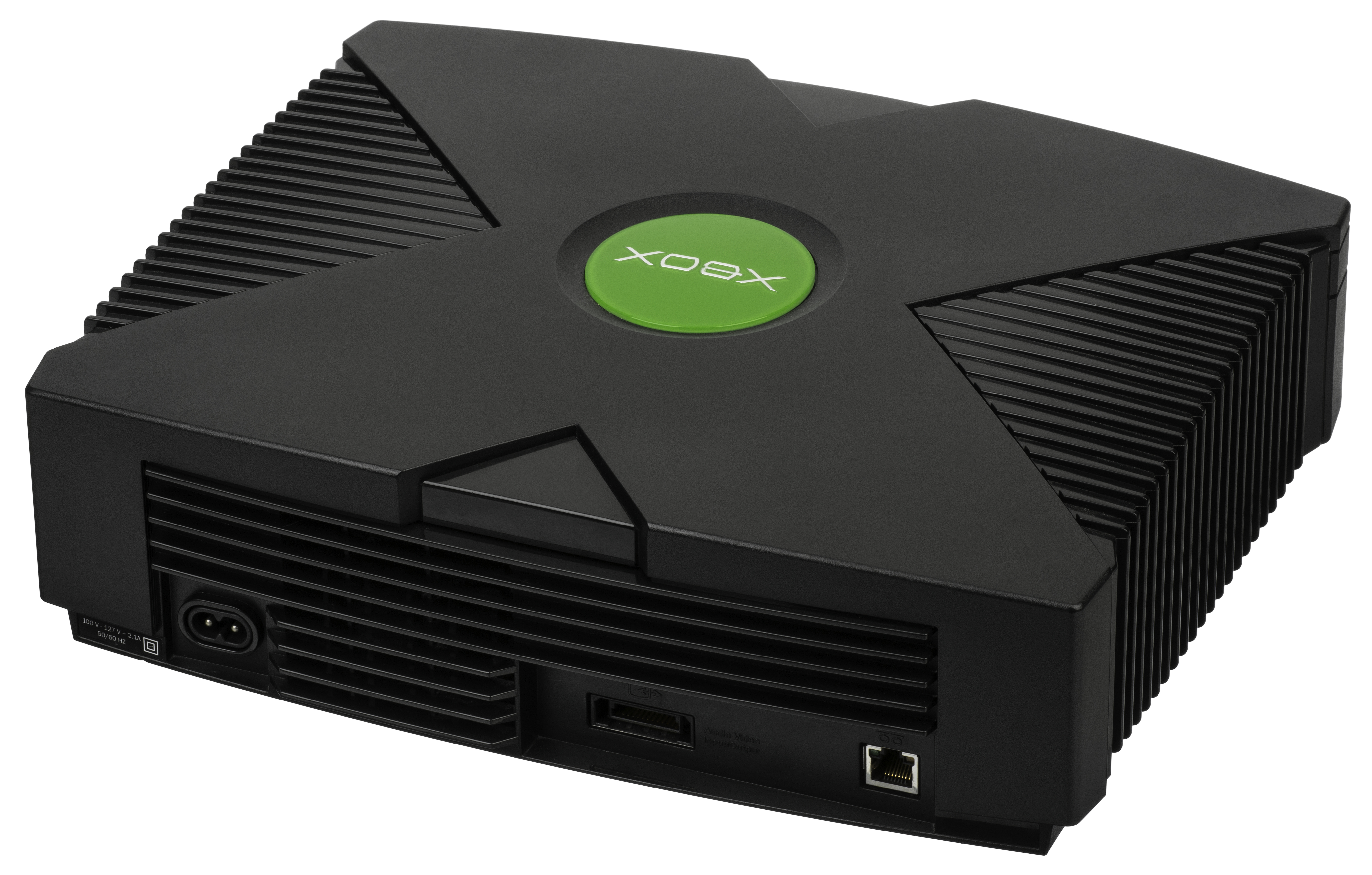
Microsoft Xbox 2001-2008

### Handzame en draagbare spelcomputers

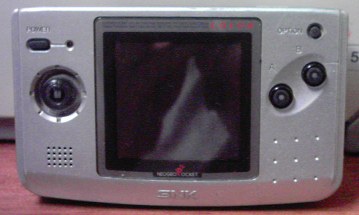
Neo-Geo Pocket Color 1998-2003
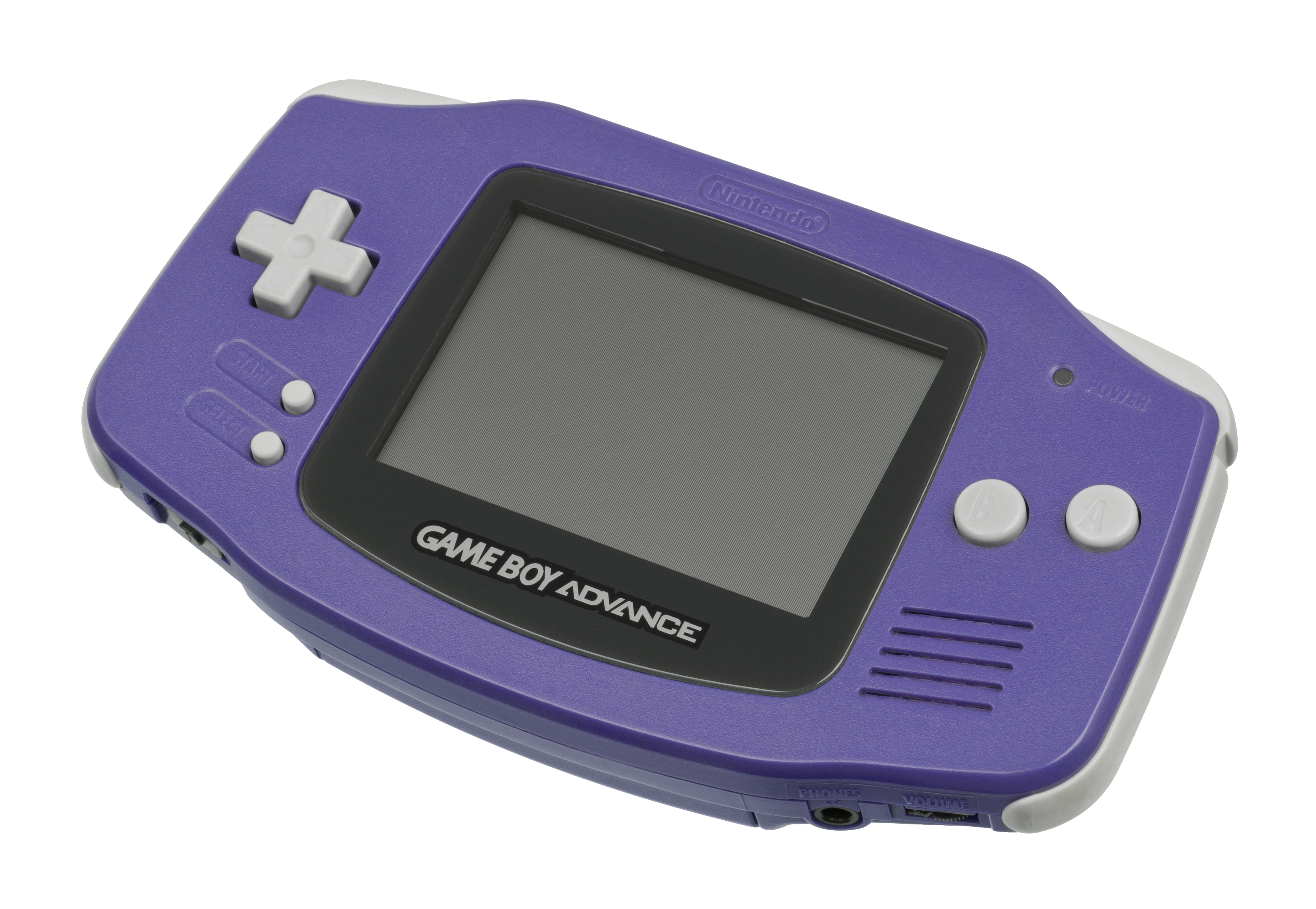
Nintendo Game Boy Advance 2001-2005
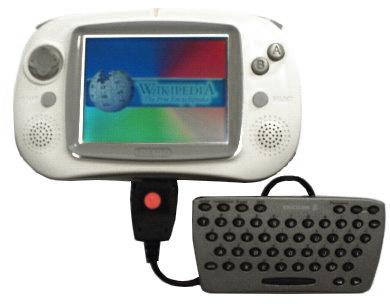
GP32 2001–2005
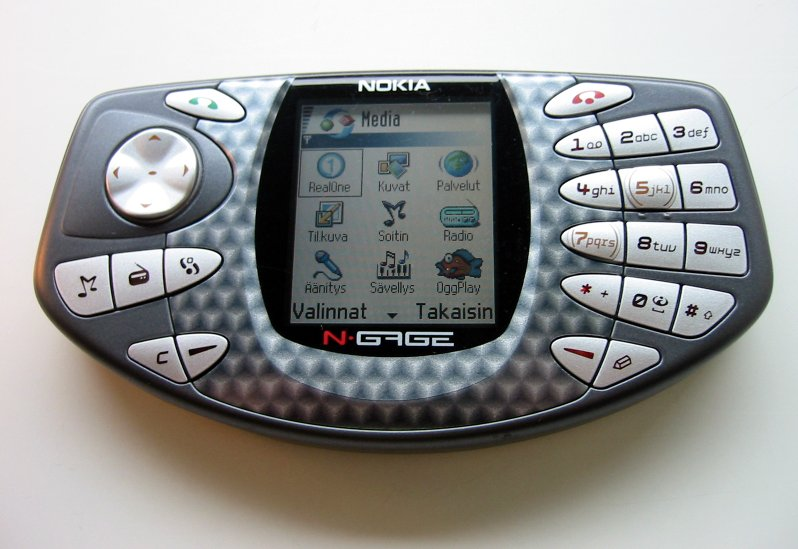
Nokia N-Gage 2001–2004
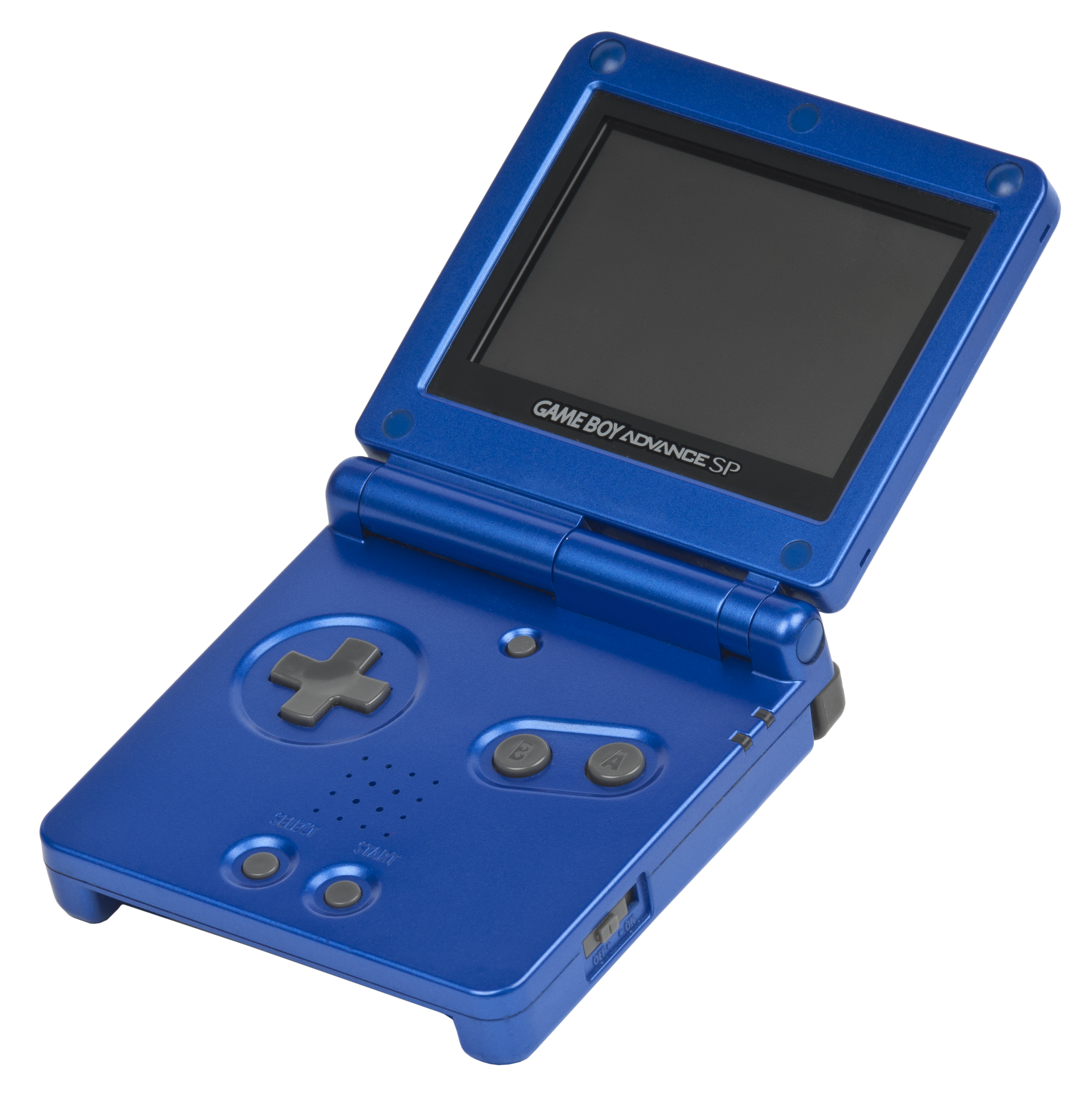
Nintendo Game Boy Advance SP 2003-2007
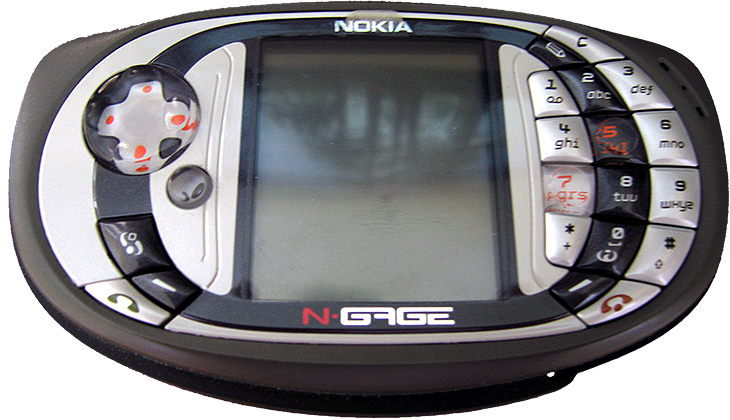
Nokia N-Gage QD 2004-2005
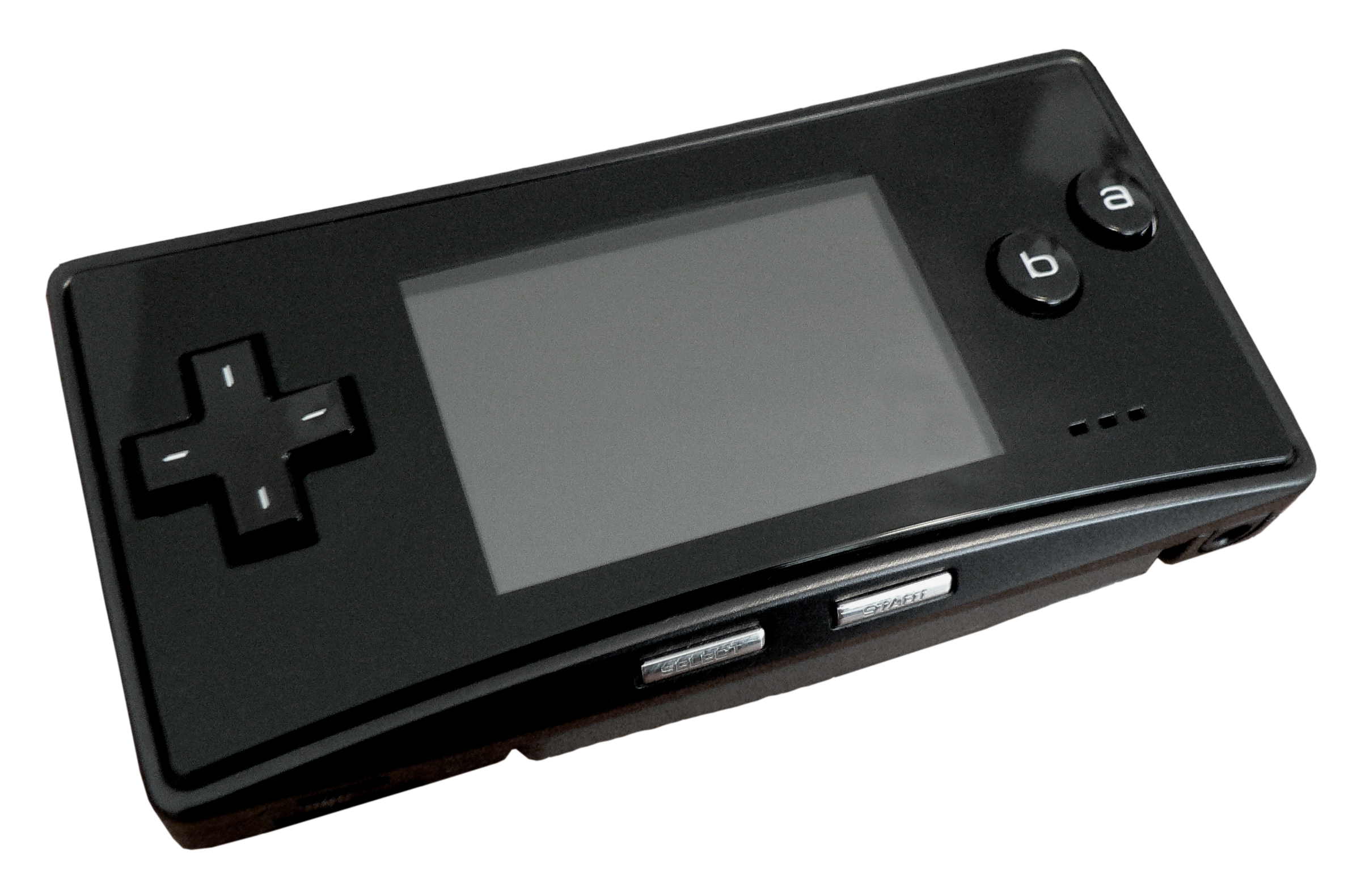
Game Boy Micro 2005-2007

## Reeksen ontstaan tijdens de zesde generatie
- 2K Sports
- Amped
- Animal Crossing
- Battlefield-reeks
- Boktai
- Brothers in Arms
- Burnout
- Call of Duty
- Crazy Taxi
- Crimson Sea
- Dark Cloud
- Dead to Rights
- Devil May Cry
- Deus Ex
- EA "Street" reeks (NBA Street, FIFA Street, NFL Street)
- Fatal Frame
- Icewind Dale
- The Getaway
- Golden Sun
- Halo
- Headhunter
- Hitman
- Ico/Shadow of the Colossus
- Jak and Daxter
- Jet Set Radio
- Karaoke Revolution
- Katamari Damacy
- Kessen
- Kingdom Hearts
- Max Payne
- Mech Assault
- MegaMan Battle Network
- Mega Man Zero
- Metroid Prime
- Phoenix Wright
- Project Gotham Racing
- Midnight Club
- MotoGPMotoGP
- Onimusha
- Pikmin
- Ratchet & Clank
- Rallisport Challenge
- Sega GT
- Shadow Hearts
- Shenmue
- Sly Cooper
- SOCOM
- Sonic Adventure
- Soul Calibur (vervolg reeks op Soul Blade)
- SSX
- Star Wars: Battlefront
- Star Wars: Knights of the Old Republic
- Super Monkey Ball
- TimeSplitters
- ToHeart2
- Tom Clancy's Ghost Recon
- Tom Clancy's Splinter Cell
- True Crime
- Ultimate Games
- Unreal Tournament
- Viewtiful Joe
- Wario Ware
- Xenosaga
- Zone of the Enders

Spelcomputers (lijst) · Draagbare spelcomputers (lijst)
Eerste generatie (1972-1980) · Tweede generatie (1976-1992) · Derde generatie of 8 bitstijdperk (1983-2003) · Vierde generatie of 16 bitstijdperk (1987-2004) · Vijfde generatie of 32/64 bitstijdperk (1993-2006) · Zesde generatie of 128 bitstijdperk (1998-2013) · Zevende generatie (2004-2017) · Achtste generatie (2011-heden) · Negende generatie (2020-heden)